# Edenderry, Tyrone

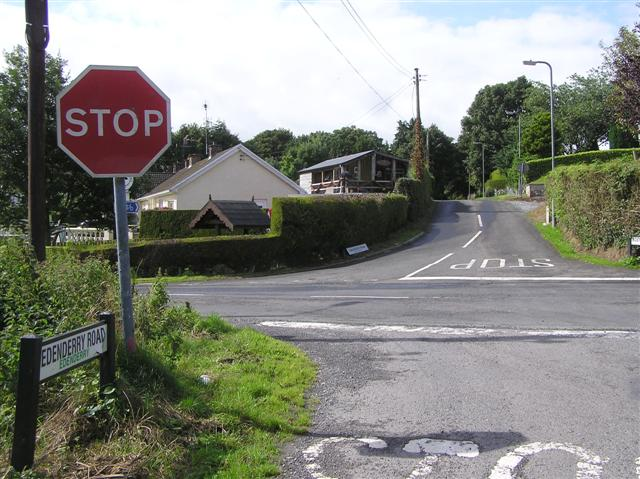
Edenderry.

Edenderry (iriska: Éadan Doire) är en liten ort i grevskapet Tyrone i Nordirland. År 2001 hade Edenderry totalt 84 invånare. Edenderry ligger i distriktet Fermanagh and Omagh.